# Boda (södra delen)
Boda (södra delen) var före 2015 en av SCB avgränsad och namnsatt småort i Värmdö kommun. Vid 2010 års avgränsning klassades den som en del av den gemensamma småorten Boda.